# Валентин Инцко
Валентин Инцко (Клагенфурт, Аустрија 22. мај 1949) је аустријски дипломата словеначког порекла. Рођен је у породици Корушких Словенаца. Од марта 2009. године обављао је дужност високог представника за Босну и Херцеговину. Завршио је студије права и страних језика. Након тога је завршио студије на Дипломатској академији у Бечу.
Дана 23. јула 2021. године, Инцко је донео одлуку да искористи бонска овлашћења и наметне допуне Кривичног закона Босне и Херцеговине којима се забрањује и кажњава негирање геноцида у Сребреници, одлуку која је критикована од стране разних српских политичара.